# Callipatera
Callipátera (in greco antico Καλλιπάτειρα, "colei il cui padre è bello"; o Berenice, Phereniki; fl. V secolo a.C.) è stata una nobile e allenatrice greca antica.
Membro di una rinomata e potente famiglia aristocratica rodia, alla quale appartennero molti atleti, Callipatera è celebre come unica donna di cui sia stata tollerata la presenza nello stadio di Olimpia, nel quale era penetrata, all'insaputa delle autorità, durante gli agoni dei Giochi olimpici antichi. Il suo caso diede avvio alla tradizione regolamentare della nudità olimpica.

## Biografia

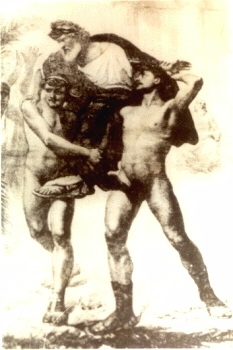
Diagora, padre di Callipatera, portato in trionfo da due figli

Callipatera faceva parte di una nobilissima famiglia di riconosciuta tradizione atletica dell'isola di Rodi, che dominarono l'isola per buona parte del V e agli inizi del IV secolo a.C., gli Eratidai, o Diagoridi: quest'ultimo gentilizio proveniva dal padre della donna, il famoso e gigantesco Diagora di Rodi, alto due metri e venti, celebrato da Pindaro in una famosa ode che i suoi compatrioti fecero incidere a lettere auree nel tempio di Athena Lindia; suo figlio Pisidoras era un corridore; anche i suoi tre fratelli (tra cui Damageto, pugile, e Acusilao, pancraziaste), suo marito, e suo nipote erano atleti acclamati.
È nota soprattutto per essere stata la prima donna sposata a non essere stata punita per aver contravvenuto al divieto di entrare in uno stadio. Rimasta vedova del marito, si fece carico dell'allenamento sportivo di suo figlio. Quando l'accompagnò a Olimpia, si travestì da uomo per farsi passare per l'allenatore, ma si tradì nel momento della vittoria del figlio. Rapita dalla gioia, scavalcò la barriera ma perse i suoi vestiti rimasti impigliati, rivelando la sua femminilità. Le autorità le risparmiarono la punizione per rispetto di suo marito.
Dopo questo incidente, si stabilì la norma secondo cui gli allenatori, secondo regolamento, avrebbero dovuto accedere nudi agli agoni a Olimpia. Precedentemente, essi indossavano la tribôn, un corto mantello di lana grossolana, che gli allenatori continuarono a indossare dopo l'episodio di Callipatera in altre competizioni, come alle Pitiche e alle Istmiche. Con questo mantello Callipatera riuscì a entrare agli agoni eludendo i controlli. Gli atleti, invece, gareggiavano nudi già a partire dal 720 a.C., come ci racconta Pausania a proposito di Orsippo Megarese, vincitore olimpico in quell'anno, che fu il primo atleta a gareggiare nudo per essere libero dagli impedimenti della veste durante la corsa, mentre prima di lui gli atleti gareggiavano con una fascia.
L'episodio di Callipatera ha ispirato un celebre sonetto di Lorenzo Mavilis (1860-1912), poeta itacense e volontario garibaldino nelle camicie rosse di Ricciotti Garibaldi.